# Fredric March
Fredric March, egentlig Ernest Frederick McIntyre Bickel, (født 31. august 1897 i Racine, Wisconsin, USA, død 14. august 1975 i Los Angeles, Californien, USA) var en amerikansk skuespiller.
Han var en af 1930- og 1940'ernes mest populære Hollywood-skuespillere. Han debuterede på scene og film i 1920. Efter at lydfilmen var indført gjorde han sig bemærket i en serie romanfilmatiseringer, som titelrollen i Rouben Mamoulians version af Dr. Jekyll and Mr. Hyde (Dr. Jekyll og Mr. Hyde, 1931; Oscar-pris), Jean Valjean i Les Misérables (De elendige, 1935), Vronskij i Anna Karenina (1935) og titelrollen i Anthony Adverse (1936). Han var også et populært midtpunkt i film som Design for Living (At elske, 1933), A Star is Born (Hollywood bag kulisserne, 1937) og Nothing Sacred (En pige på sjov, 1937). For rollen i The Best Years of Our Lives (De bedste år, 1946) vandt han en ny Oscar. Han spillede Willy Loman i filmversionen af Death of a Salesman (En sælgers død, 1951), og lavede fine præstationer i The Desperate Hours (Desperate timer, 1955) og Inherit the Wind (Solen stod stille, 1960). Parallelt med filmen havde han en betydelig Broadway-karriere og triumferede bl.a. i Eugene O'Neills Lang dags rejse mod nat i 1957.
Han har fået en stjerne på Hollywood Walk of Fame.